# Gullinkambi
Gullinkambi (ze staré norštiny „zlatý hřeben“) je v severské mytologii kohout žijící ve Valhalle. V části Poetické Eddy Völuspá je Gullinkambi jedním ze tří kohoutů, jehož kokrhání znamená příchod ragnaröku. Další dva kohouti jsou Fjalar z lesa Gálgviðr a nejmenovaný kohout z Helheimu.
| „ | Benjamin Thorpe, překlad: Zakokrháním Gullinkambi, probudil hrdiny do zástupů; ale i další vrány pod zemí, kropenatě-červený kohout v Helheimu. | Henry Adams Bellows, překlad: Pak bohům, zakokrhal Gollinkambi, probouzel hrdiny v Odinově síni; A pod zemí se též rozkokrhala další pták. | “ |